# Brington (Cambridgeshire)
Brington – wieś w Anglii, w hrabstwie Cambridgeshire, w dystrykcie Huntingdonshire. Leży 41 km na północny zachód od miasta Cambridge i 98 km na północ od Londynu.